# 10186 Альбеніз
10186 Альбеніз (1996 HD24, 1997 QZ4, 10186 Albéniz) — астероїд головного поясу, відкритий 20 квітня 1996 року.
Тіссеранів параметр щодо Юпітера — 3,463.